# 784
Раннє Середньовіччя. У Східній Римській імперії триває правління Костянтина VI при регентстві Ірини Афінської. Карл Великий править Франкським королівством. Північ Італії належить Франкському королівству, Рим і Равенна під управлінням Папи Римського, герцогства на південь від Римської області незалежні, деякі області на півночі та на півдні належать Візантії. Піренейський півострів, окрім Королівства Астурія, займає Кордовський емірат. В Англії триває період гептархії. Центр Аварського каганату лежить у Паннонії. Існують слов'янські держави: Карантанія та Перше Болгарське царство.
Аббасидський халіфат займає великі території в Азії та Північній Африці. У Китаї править династія Тан. В Індії почалося піднесення імперії Пала. В Японії розпочався період Хей'ан. Хазарський каганат підпорядкував собі кочові народи на великій степовій території між Азовським морем та Аралом. Територію на північ від Китаю займає Уйгурський каганат.
На території лісостепової України в VIII столітті виділяють пеньківську й корчацьку археологічні культури. У VIII столітті продовжилося швидке розселення слов'ян. У Північному Причорномор'ї співіснують різні кочові племена, зокрема булгари, хозари, алани, авари, тюрки, кримські готи.

## Події
- Саксонські війни. Карл Великий вирішив вжити щодо саксів рішучих заходів. Він залишив свого сина Карла Юного стримувати саксів, а сам із великим військом спустошив області між Заале та Ельбою. Після осіннього походу він відійшов до Ересбурга і вперше зазимував на території противника.
- Візантійська імператриця Ірина Афінська добилася скасування постанов Іконоборчого собору. Патріархом Константинопольським став Тарасій.
- Столиця Японії перенесена до Наґаока-кьо. Період Нара завершився, почався період Хей'ан.

## Померли
- Павло IV Новий